# La Fermeté
La Fermeté (La Ferté en Nivernais) est une commune française située dans le département de la Nièvre, en région Bourgogne-Franche-Comté.

## Géographie

### Hydrographie
- L'Ixeure ;
- La Sardolle ;
- Le ruisseau de Saint-Péraville.

### Villages, hameaux, lieux-dits, écarts
Le Bouchot
le Bourg
les Brosses
Charbonnières
Chiffort
Cigogne
le Couvent
Deffend
Francon
la Foultière ou Petit-Cigogne
les Cerisiers
la Croix
la Petite-Forge
les Grappes
Gui-l'An-Neuf (bois)
Pont d'Izy
Jeugny
le Magny
Mont-de-Prie
Primages
Prye
Rancy
Riat
Robinet
Rompet
Thiernay
Traizaigle
les Usages
Vaux
Venilles (bois)

### Communes limitrophes
Les communes limitrophes sont  Beaumont-Sardolles, Imphy, Limon, Saint-Benin-d'Azy, Saint-Jean-aux-Amognes, Saint-Ouen-sur-Loire et Sauvigny-les-Bois.

### Climat
Pour des articles plus généraux, voir Climat de la Bourgogne-Franche-Comté et Climat de la Nièvre.
En 2010, le climat de la commune est de type climat océanique dégradé des plaines du Centre et du Nord, selon une étude du Centre national de la recherche scientifique s'appuyant sur une série de données couvrant la période 1971-2000. En 2020, Météo-France publie une typologie des climats de la France métropolitaine dans laquelle la commune est exposée à un climat océanique altéré et se situe dans la région climatique Centre et contreforts nord du Massif Central, caractérisée par un air sec en été et un bon ensoleillement.
Pour la période 1971-2000, la température annuelle moyenne est de 11,2 °C, avec une amplitude thermique annuelle de 15,9 °C. Le cumul annuel moyen de précipitations est de 922 mm, avec 13,3 jours de précipitations en janvier et 8,1 jours en juillet. Pour la période 1991-2020, la température moyenne annuelle observée sur la station météorologique de Météo-France la plus proche, « Ourouer », située sur la commune de Vaux d'Amognes à 11 km à vol d'oiseau, est de 11,3 °C et le cumul annuel moyen de précipitations est de 889,3 mm. 
La température maximale relevée sur cette station est de 41,5 °C, atteinte le 7 août 2003 ; la température minimale est de −13,5 °C, atteinte le 1er mars 2005,,.
Les paramètres climatiques de la commune ont été estimés pour le milieu du siècle (2041-2070) selon différents scénarios d'émission de gaz à effet de serre, à partir des nouvelles projections climatiques de référence DRIAS-2020. Ils sont consultables sur un site dédié publié par Météo-France en novembre 2022.

## Urbanisme

### Typologie
Au 1er janvier 2024, La Fermeté est catégorisée commune rurale à habitat dispersé, selon la nouvelle grille communale de densité à sept niveaux définie par l'Insee en 2022.
Elle est située hors unité urbaine. Par ailleurs la commune fait partie de l'aire d'attraction de Nevers, dont elle est une commune de la couronne,. Cette aire, qui regroupe 93 communes, est catégorisée dans les aires de 50 000 à moins de 200 000 habitants,.

### Occupation des sols
L'occupation des sols de la commune, telle qu'elle ressort de la base de données européenne d’occupation biophysique des sols Corine Land Cover (CLC), est marquée par l'importance des territoires agricoles (50,1 % en 2018), une proportion sensiblement équivalente à celle de 1990 (50 %). La répartition détaillée en 2018 est la suivante : forêts (48,5 %), prairies (29,6 %), terres arables (17,3 %), zones agricoles hétérogènes (3,2 %), milieux à végétation arbustive et/ou herbacée (1,4 %). L'évolution de l’occupation des sols de la commune et de ses infrastructures peut être observée sur les différentes représentations cartographiques du territoire : la carte de Cassini (XVIIIe siècle), la carte d'état-major (1820-1866) et les cartes ou photos aériennes de l'IGN pour la période actuelle (1950 à aujourd'hui).

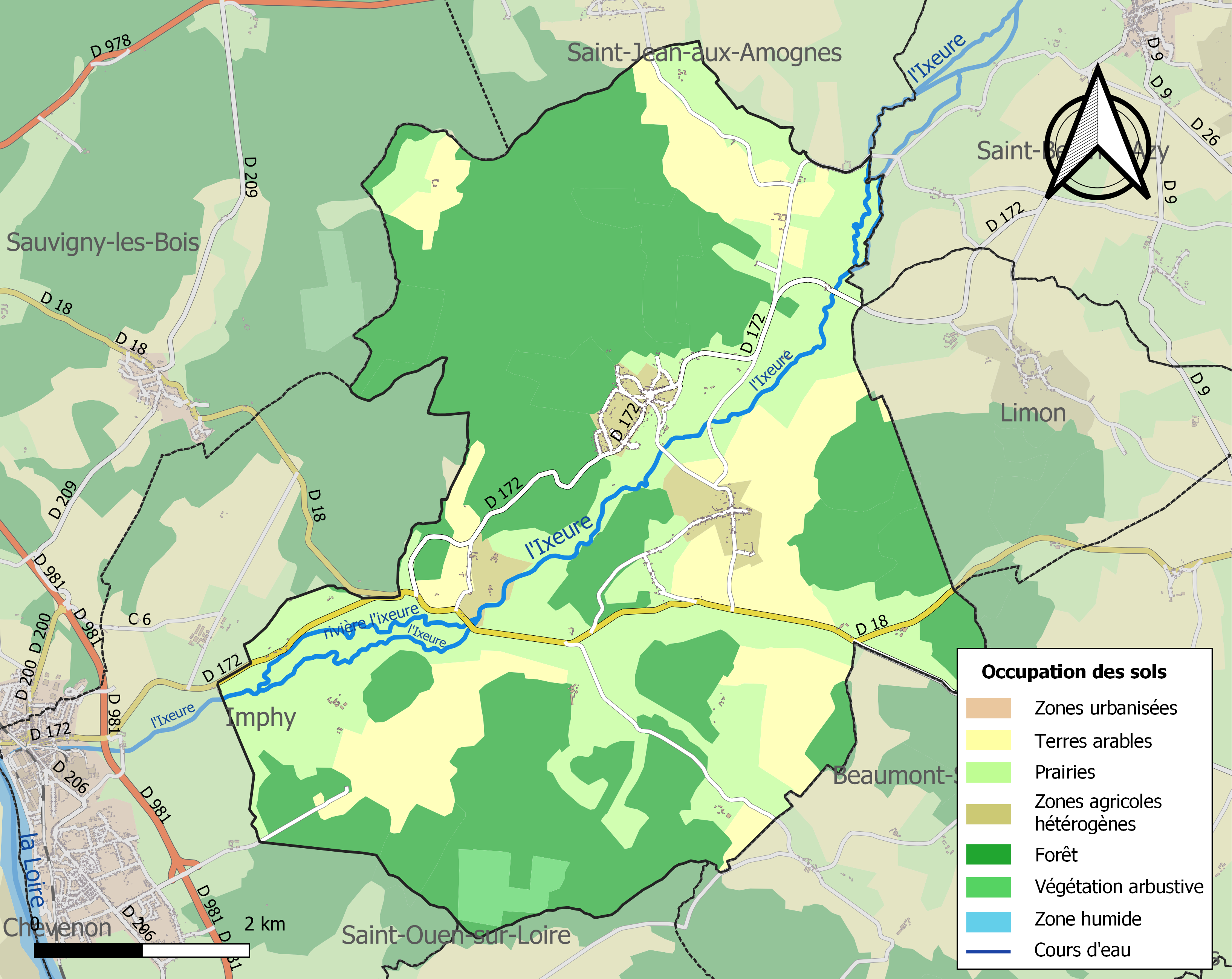
Carte des infrastructures et de l'occupation des sols de la commune en 2018 (CLC).

## Histoire
Cette commune est la réunion en 1793 de deux paroisses :  Cigogne et Prye-sur-Ixeure, qui devint La Fermeté. Dans le bois de Gui-l'An-Nef, se trouve une table de dolmen qui atteste l'existence de  population celte sur la commune. Des restes gallo-romains furent découverts aux abords du château de Prye, témoins de son ancienneté.
La paroisse est établie en 978.
Une bulle du pape Lucius III, datée de 1182, mentionne la chapelle Saint-Sulpice de Cigogne à La Foultière. Cette existence est entérinée par Berger du Bouchat, prêtre et curé de Cigogne dans un reçu de 100 livres, émanant du sire de Bolacre le 13 avril 1721. Quelques curés de cette paroisse nous sont connus : Joseph Parent (1744) ; François Bidault en (1763). Le chevalier de l'ordre de Saint-Jean de Jérusalem : Louis Mary de Rémigny, né en 1693 y fut inhumé le 17 février 1766. Le 7 octobre 1793, l'église fut vendue pour 30 livres, et ses cloches prirent la direction des Carmes de Nevers (cf. Wiki58, rue Saint-Trohé). Un couvercle de sarcophage d'époque médiévale y fut découvert par Léa et Christian Mariller et reconnu par la DRAC en 2000.
En 1285, selon Jacques Bretel, un certain Jean de Prie se trouve au côté du comte de Sancerre parmi les invités du comte de Chiny, à Chauvency-le-Château pour les festivités du Tournoi : ses armes, reproduites ci-dessous, sont celles de la famille de Prie (de Prye).
Cette grande maison féodale,,, ne se contenta pas de ses fiefs nivernais, et acquit aussi :
- en Bas-Berry : Buzançais, avec Moulins en Berry[17] — donc pas Moulins comme on trouve souvent (depuis la mi-XIIIe siècle vers 1254, avec Jean Ier de Prie, on ne sait pas exactement de quelle manière : sa femme Isabelle serait, selon certains auteurs, la fille héritière de Raoul de Buzançais) ; et Gargilesse et Château-Clos depuis la 2e moitié du XIVe siècle.
- puis en Touraine vers 1328 : Luzillé, dont Le Champ/Le Chant d'Oiseau et Montpoupon (par Philippe de Prie, arrière-petit-fils de Jean Ier, peut-être par son mariage avec Isabelle de Ste-Maure).
- en Puisaye : Toucy (par Aymon de Prie, fils de Louis, neveu d'Aymar de Prie et du cardinal-évêque René, mari en 1504 d'Avoye de Chabannes-Dammartin, dame de Toucy et de Courtenay, fille de Jean et petite-fille d'Antoine de Chabannes) et Thesmillon (Test-Milon).
- enfin des terres normandes (d'abord par le mariage d'Aymar II de Prie en 1593 avec Louise de Hautemer, dame de Fervacques, Plasnes et Courbépine, fille du maréchal de Fervaques ; puis Coquainvilliers, par le mariage en 1667 d'Aymar-Antoine de Prie avec Jacqueline de Serres).

En plus des personnages qu'on vient de rencontrer, appartenait à cette famille Louise de Prie, tante à la mode de Bretagne du marquis Louis de Prie de Plasnes, le mari de la célèbre marquise de Prie.

## Politique et administration
| Période                                  | Période  | Identité                                 | Étiquette | Qualité |
| ---------------------------------------- | -------- | ---------------------------------------- | --------- | --- |
|                                          |          | Charles Louis du Bourg, marquis de Bozas |           | Fait chevalier de la Légion d'honneur en 1868 (« En fonction depuis 27 ans. A obtenu une médaille d'or pour son dévouement pendant l'épisode cholérique de 1866. »). Né le 2 juin 1802 à Vauchamps (Marne) et décédé le 28 mars 1882. |
| 1971                                     | 2014     | Gaston Bruneau                           |           | Retraité |
| 2014                                     | en cours | Monique Conception                       | PS        | |
| Les données manquantes sont à compléter. |          |                                          |           | |

## Démographie
| 1686 | 1709 | 1716 | 1720 | 1760 | 1764 | 1789 |
| ---- | ---- | ---- | ---- | ---- | ---- | ---- |
| 34   | 52   | 35   | 40   | 70   | 77   | 50   |

- En 1725, on compte 75 filles et 227 garçons.
- En 1726, ils ont : 77 filles et 267 garçons.

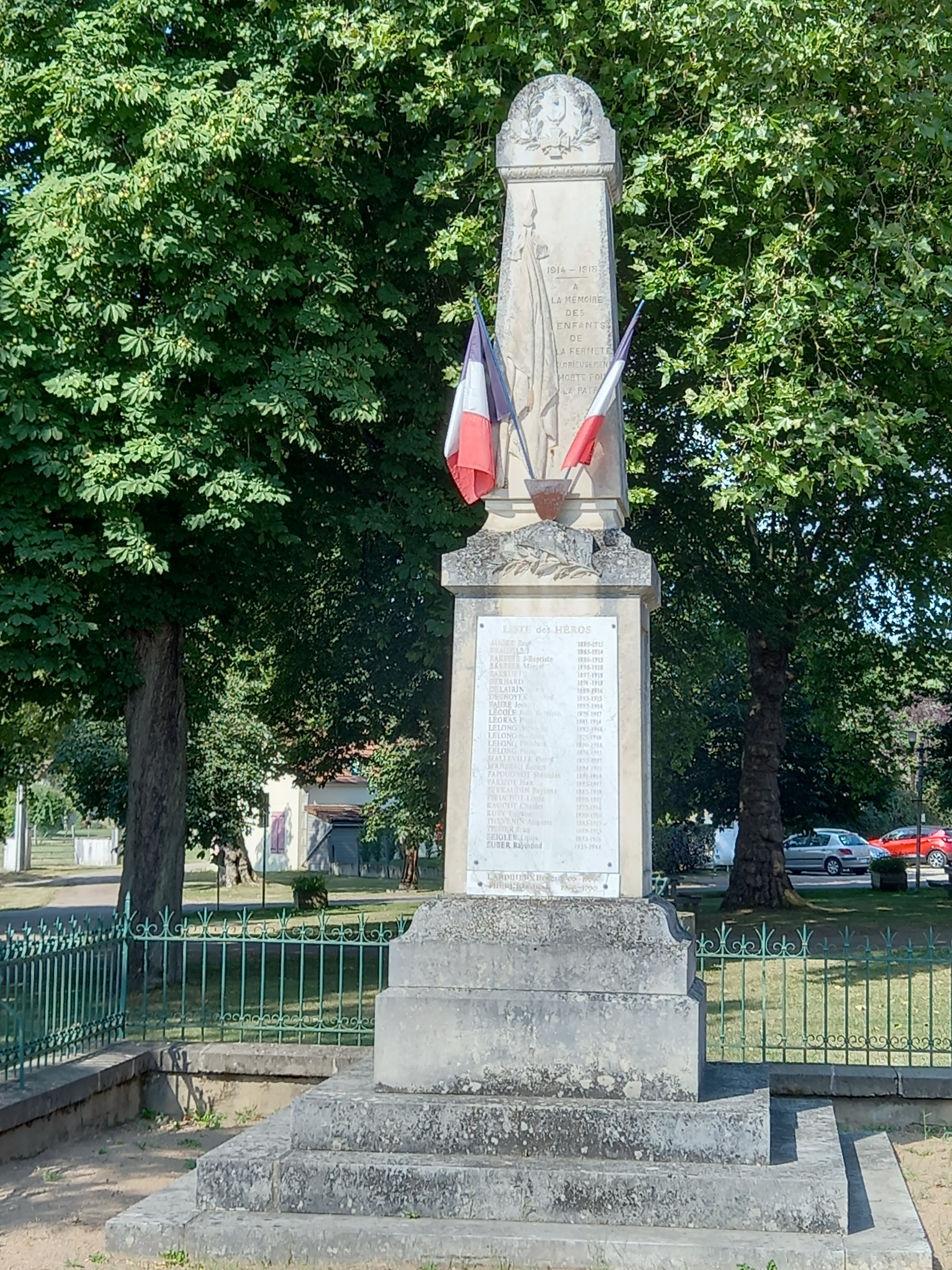
Monument aux morts

L'évolution du nombre d'habitants est connue à travers les recensements de la population effectués dans la commune depuis 1793. Pour les communes de moins de 10 000 habitants, une enquête de recensement portant sur toute la population est réalisée tous les cinq ans, les populations de référence des années intermédiaires étant quant à elles estimées par interpolation ou extrapolation. Pour la commune, le premier recensement exhaustif entrant dans le cadre du nouveau dispositif a été réalisé en 2008.

En 2022, la commune comptait 622 habitants, en évolution de −7,85 % par rapport à 2016 (Nièvre : −3,28 %, France hors Mayotte : +2,11 %).
| 1793 | 1800 | 1806 | 1821  | 1831 | 1836  | 1841  | 1846 | 1851 |
| ---- | ---- | ---- | ----- | ---- | ----- | ----- | ---- | ---- |
| 959  | 956  | 908  | 1 062 | 985  | 1 019 | 1 036 | 966  | 917  |

| 1856 | 1861 | 1866 | 1872 | 1876 | 1881 | 1886 | 1891 | 1896 |
| ---- | ---- | ---- | ---- | ---- | ---- | ---- | ---- | ---- |
| 923  | 828  | 823  | 783  | 798  | 740  | 772  | 700  | 709  |

| 1901 | 1906 | 1911 | 1921 | 1926 | 1931 | 1936 | 1946 | 1954 |
| ---- | ---- | ---- | ---- | ---- | ---- | ---- | ---- | ---- |
| 664  | 616  | 549  | 548  | 528  | 460  | 412  | 492  | 500  |

| 1962 | 1968 | 1975 | 1982 | 1990 | 1999 | 2006 | 2008 | 2013 |
| ---- | ---- | ---- | ---- | ---- | ---- | ---- | ---- | ---- |
| 597  | 530  | 458  | 538  | 563  | 518  | 622  | 651  | 691  |

| 2018 | 2022 | - | - | - | - | - | - | - |
| ---- | ---- | - | - | - | - | - | - | - |
| 635  | 622  | - | - | - | - | - | - | - |

## Activités

### Élevage
- Élevage de chevaux percheron nivernais à Grappes.

## Lieux et monuments

### Religieux
- Prieuré Notre-Dame de La Fermeté, ancien prieuré de moniales bénédictines, fondé en 1144, par Adélaïde, épouse de Guillaume II de Nevers, comte de Nevers. Monastère en ruines, propriété privée.
- Église Saint-Vincent de La Fermeté, des XVIIe et XIXe siècles.
- Chapelle Saint-Sulpice de Cigogne, église détruite en 1793.

### Civils
- Le château de Prye, construit à l'emplacement d'une forteresse médiévale. L'actuel château est en partie du XVIIe siècle et une autre du XIXe siècle
- Le château de Cigogne, des XIVe et XIXe siècles, ancienne maison-forte dont il ne reste qu'une tour du XVe siècle

Forges
- - Une au Pont d'Isy,
  - L'autre à Fracon. Toutes deux fermées aux alentours de 1840, elles appartenaient à Benoist d'Azy.
  - La forge de Prye, au-dessus du confluent de L'Ixeure et de la Sardolle. Elle existe déjà en 1770 et fonctionne encore en 1845.
  - Forge de Cigogne.
  - Forge d'Azy au lieu-dit les Cerisiers ruines sur la rive droite de l'étang.
- Le lavoir : clos de murets, il est de plan rectangulaire avec une galerie de circulation, son bassin est à margelle. Couvert d'un toit que supporte une charpente rudimentaire[23].

## Personnalités liées à la commune
- Marie-Casimire-Louise de La Grange d'Arquien[pourquoi ?]
- Jacques Louis Henri Sobieski, 1667-1737 : Aristocrate polonais, fils du roi de Pologne Jean III Sobieski et de Marie-Casimire-Louise de La Grange d'Arquien, reine de Pologne. Il vend la terre de Prye en 1716, hérité par sa mère.